# Argyroploce
Argyroploce là một chi bướm đêm thuộc phân họ Olethreutinae, họ Tortricidae Tortricidae.

## Các loài
- Argyroploce aquilonana Karvonen, 1932
- Argyroploce arbutella (Linnaeus, 1758)
- Argyroploce dalecarliana (Guenee, 1845)
- Argyroploce lediana (Linnaeus, 1758)
- Argyroploce noricana (Herrich-Schffer, 1851)
- Argyroploce roseomaculana ([Denis & Schiffermuller], 1775)
- Argyroploce unedana Baixeras, 2002